# サロン音楽
サロン音楽は、音楽のジャンルの一つ。

## 概要
元来は、16世紀から18世紀にかけて、ヨーロッパの王侯貴族のサロンで演奏されていた音楽を指したが、19世紀に入ると、パリやウィーンの貴族や、富裕な市民の邸で行われた音楽を指すようになった。後者は、主に文人や芸術家などを中心とした、閉鎖的な集まりで演奏されていたという点に特色がある。小規模な編成の優雅で叙情的な小品が多いが、演奏に高度な技巧が求められるものも少なくない。
代表的な作曲家には、ショパンやリストなどが挙げられるが、各地のサロンは、若手作曲家の登竜門的な役割も果たしており、パリのマラルメのサロンからはドビュッシー、ポーリーヌ・ヴィアルドのサロンからはフォーレと言った、後の近代フランス音楽を代表する作曲家が生まれている。
現在では上記の意味から転じて、小編成の上品な軽音楽を広く指すことが多い。